# Hesperius
Der Heilige Hesperius († 22. November 542 in Metz), auch bekannt als Sperus von Metz, französisch Hespérius, Spère oder Spire, war 525 bis 542 der 23. Bischof von Metz.
Hesperius ist einer der ersten Bischöfe von Metz, die in einem historischen Dokument erwähnt sind; sein Name erscheint in den Akten des Konzils von Clermont im Jahre 535. Hesperius nahm 533 an der Bestattung des Heiligen Theoderich von Reims teil.
Der Gedenktag des heiligen Sperus von Metz ist der 22. November.